# Sven Tippelt
Sven Tippelt (Leipzig, Alemania, 3 de junio de 1965) es un gimnasta artístico alemán que, representando a Alemania del Este, ha conseguido ser subcampeón olímpico en 1988 en el concurso por equipos, entre otros logros.

## Carrera deportiva
En el Mundial de Montreal 1985 gana el bronce en el concurso por equipos, tras la Unión Soviética y China, siendo sus compañeros de equipo: Sylvio Kroll, Holger Behrendt, Ulf Hoffmann, Jorg Hasse y Holger Zeig.
En el Mundial de Róterdam 1987 gana bronce por equipos —de nuevo tras la Unión Soviética y China— y también bronce en paralelas, tras los soviéticos Vladimir Artemov y Dmitry Bilozerchev.
En los JJ. OO. de Seúl 1988 gana dos bronces —barras paralelas y anillas— y una plata en equipos, tras la Unión Soviética y por delante de Japón, siendo sus compañeros de equipo en esta ocasión: Holger Behrendt, Ralf Büchner, Ulf Hoffmann, Sylvio Krolly Andreas Wecker.
En el Mundial de Stuttgart 1989 gana plata en equipos —tras la Unión Soviética—.